# Думбревень (комуна, Констанца)
Думбревень, Думбревені (рум. Dumbrăveni) — комуна у повіті Констанца в Румунії. До складу комуни входять такі села (дані про населення за 2002 рік):
- Думбревень (522 особи) — адміністративний центр комуни
- Фурніка (92 особи)

Комуна розташована на відстані 160 км на схід від Бухареста, 58 км на південний захід від Констанци.

## Населення
За даними перепису населення 2002 року у комуні проживали 614 осіб.
Національний склад населення комуни:
| Національність | Кількість осіб | Відсоток |
| -------------- | -------------- | -------- |
| румуни         | 613            | 99,8%    |
| татари         | 1              | 0,2%     |

Рідною мовою назвали:
| Мова      | Кількість осіб | Відсоток |
| --------- | -------------- | -------- |
| румунська | 613            | 99,8%    |
| татарська | 1              | 0,2%     |

Склад населення комуни за віросповіданням:
| Релігія     | Кількість осіб | Відсоток |
| ----------- | -------------- | -------- |
| православні | 613            | 99,8%    |
| мусульмани  | 1              | 0,2%     |

## Зовнішні посилання
- Дані про комуну Думбревень на сайті Ghidul Primăriilor